# Lament (album)
Lament är det brittiska new wavebandet Ultravox sjunde studioalbum, utgivet den 6 april 1984 via skivbolaget Chrysalis.
Den 22 september 1984 spelade Ultravox i Göteborg, och dagen efter i Stockholm, på sin "Set Movements Tour".

## Låtlista
Alla låtar är skrivna av Chris Cross, Warren Cann, Billy Currie och Midge Ure.
| 1.           | "White China"                   | 3:50  |
| 2.           | "One Small Day"                 | 4:30  |
| 3.           | "Dancing with Tears in My Eyes" | 4:39  |
| 4.           | "Lament"                        | 4:40  |
| Total längd: | Total längd:                    | 17:39 |

| 1.           | "Man of Two Worlds"      | 4:27  |
| 2.           | "Heart of the Country"   | 5:05  |
| 3.           | "When the Time Comes"    | 4:56  |
| 4.           | "A Friend I Call Desire" | 5:09  |
| Total längd: | Total längd:             | 19:37 |

## Medverkande
- Chris Cross
- Warren Cann
- Billy Currie
- Midge Ure